# Nicolò Pollari
Nicolò Pollari, italijanski general, * 3. marec 1943.
Med letoma 2001 in 2006 je bil direktor SISMI.